# トラピーズ
トラピーズ (Trapeze)は、イギリスのロックバンド。
1969年に結成。ムーディー・ブルースが設立した、スレッショルド・レコード新人第1号としてデビューを飾る。
当初はプログレッシブ・ロック色の濃い音楽性を持っていたが、1970年に3ピース編成となったのを機に、ソリッドなハードロックへと音楽性が変化していく。
ファンク、ソウル、R&Bをミクスチャーした独自のロックは当時としては先進性のあるものだった。
しかし大きな商業的成果が出ないままにバンド・メンバーの脱退が相次いでしまい、このバンドが持っていた資質はそれぞれの活動で発揮されることになってしまった。
1982年に解散した後、散発的に再結成しライブを行っている。

## キャリア

### 1969年 - 1973年
1969年結成。オリジナル・メンバーは元モンタナズのジョン・ジョーンズ（ボーカル）とテリー・ローリー（ギター・キーボード）に、メル・ギャレー（ギター、ボーカル）、グレン・ヒューズ（ベース、ボーカル）、デイヴ・ホランド（ドラムス、パーカッション）の5人。
1970年5月にセルフタイトルのデビュー・アルバムをリリースするが、ジョーンズとローリーは早々に脱退しモンタナズに復帰。8月よりギャレー、ヒューズ、ホランドのトリオ編成になり、同年11月に2ndアルバム『メデューサ』(Medusa) を発表。バンドは1973年前半までこのトリオでツアーに明け暮れる。ツアーはイギリス国内とアメリカ南部に及んだが、この時点ではさしたる商業的成功は収められなかった。
1972年、『連動』(You Are the Music...We're Just the Band) リリース、翌1973年にはグレン・ヒューズがロジャー・グローヴァーの後任としてディープ・パープルに加入するためにグループを去る。ヒューズ脱退後バンドの知名度とセールスは徐々に上向き、アメリカ全域で小規模なアリーナでライブを重ねた。

### 1974年 - 1977年
1974年、以前からライブでの人気曲だった「Good Love」、「Dat's It」を含む、ヒューズ在籍時の音源によるコンピレーション・アルバム『ザ・ファイナル・スイング』(The Final Swing) をリリース。同年、ロブ・ケンドリック（ギター）とピート・ライト（ベース）が加入し、『ホット・ワイヤー』(Hot Wire) を、1976年には2度目のセルフ・タイトル・アルバムを発表し、ハードロック路線を強化していく。
1976年後半、ギャレー、ヒューズ、ホランドのトリオ編成が短期間復活する。これはニュー・アルバム制作を前提とした再編成だったが、結局ヒューズはアルバム制作前に再度脱退する。

### 1978年 - 1982年
1978年、ピート・ライトが復帰し、新メンバーのピート・ゴールビーが加入してニューアルバム『ホールド・オン』(Hold On) をリリース。
1979年にホランドがジューダス・プリーストに移籍するためグループを脱退。ついにオリジナル・メンバーはギャレーひとりとなり、新ドラマー、スティーヴ・ブレイが加入して『ライブ・イン・テキサス－デッド・アルマジロ 』(Live in Texas: Dead Armadillos)を発表した。
1981年、ピート・ゴールビーがユーライア・ヒープ移籍のために脱退。ギャレーはマーヴィン・スペンス（ベース）、リチャード・ベイリー（キーボード）を加えてツアーを行うが、ギャレー自身がホワイトスネイクに移籍することになり、1982年にトラピーズは解散した。

### 1990年代以降
1991年、ギャレー、ヒューズ、ホランドのトリオにエイジアのジェフ・ダウンズを加えた4人組で再結成。ツアーを行いその模様をライブ・アルバム『ウェルカム・トゥ・ザ・リアル・ワールド』(Welcome to the Real World) として発表した。
1994年2月、ニューヨークで行われたレイ・ギラン（元ブラック・サバス、バッドランズ）の追悼コンサートで、ギャレー、ヒューズ、ホランドのトリオが再々結集。
2003年12月、「Black Cloud」、「Way Back To The Bone」を含む23曲入りコンピレーション・アルバム『オン・ハイ・ワイヤー』(On Highwire) がリリースされた。
2004年、元オジー・オズボーン・バンドのジェイク・E・リーが、彼の1970年代のカバー・アルバムで「ウェイ・バック・トゥ・ザ・ボーン」(Way Back To The Bone)をカバー、また、2006年にはパット・トラヴァースが彼のカバー・アルバム『P.T.Power Trio2』の中で「ユー・アー・ザ・ミュージック」をカバーした。
2008年7月1日、中核メンバーだったメル・ギャレーが食道癌で死去（60歳）。
2018年1月16日、デイヴ・ホランドが死去（69歳）。
トラピーズの曲の多くがこの20年間、グレン・ヒューズによってライブで演奏されている。

## ラインナップ

### 1969年 - 1970年
- メル・ギャレー (Mel Galley) - ギター、ベース
- グレン・ヒューズ (Glenn Hughes) - ベース、ギター、ピアノ、トロンボーン、ボーカル
- デイヴ・ホランド (Dave Holland) - ドラム
- ジョン・ジョーンズ (John Jones) - ボーカル、トランペット
- テリー・ローリー (Terry Rowley) - オルガン、ギター、ピアノ、フルート

### 1970年 - 1973年
- メル・ギャレー (Mel Galley) - ギター、ボーカル
- グレン・ヒューズ (Glenn Hughes) - ベース、ピアノ、ボーカル
- デイヴ・ホランド (Dave Holland) - ドラム、パーカッション

### 1973年
- メル・ギャレー (Mel Galley) - ギター、ボーカル
- グレン・ヒューズ (Glenn Hughes) - ベース、ピアノ、ボーカル、リズムギター （→脱退後、ディープ・パープル）
- デイヴ・ホランド (Dave Holland) - ドラム、パーカッション
- ピート・マッキー (Pete MacKie) - ベース

### 1974年 - 1976年
- メル・ギャレー (Mel Galley) - ギター、ボーカル
- デイヴ・ホランド (Dave Holland) - ドラム、パーカッション
- ロブ・ケンドリック (Rob Kendrick) - ギター
- ピート・ライト (Pete Wright) - ベース

### 1978年 - 1979年
- メル・ギャレー (Mel Galley) - ギター、ボーカル
- デイヴ・ホランド (Dave Holland) - ドラム、パーカッション （→脱退後、ジューダス・プリースト）
- ピート・ゴールビー (Pete Goalby) - ボーカル、ギター
- ピート・ライト (Pete Wright) - ベース

### 1980年 - 1981年
- メル・ギャレー (Mel Galley) - ギター、ボーカル
- ピート・ゴールビー (Pete Goalby) - ボーカル、ギター（→脱退後、ユーライア・ヒープ）
- ピート・ライト (Pete Wright) - ベース
- スティーヴ・ブレイ (Steve Bray) - ドラム

### 1982年
- メル・ギャレー (Mel Galley) - ギター、ボーカル （→解散後、ホワイトスネイク）
- スティーヴ・ブレイ (Steve Bray) - ドラム
- マーヴィン・スペンス (Mervyn 'Spam' Spence) - ベース、ボーカル （→解散後、ウィッシュボーン・アッシュ）
- リチャード・ベイリー (Richard Bailey) - キーボード

### 1992年
- メル・ギャレー (Mel Galley) - ギター
- グレン・ヒューズ (Glenn Hughes) - ベース、ボーカル
- デイヴ・ホランド (Dave Holland) - ドラム
- ジェフ・ダウンズ (Geoff Downes) - キーボード

## ディスコグラフィ

### オリジナル・アルバム
- 『トラピーズ』 - Trapeze (1970年)
- 『メデューサ』 - Medusa (1970年)
- 『連動』 - You Are the Music...We're Just the Band (1972年)
- 『ホット・ワイアー』 - Hot Wire (1974年)
- 『トラピーズ』 - Trapeze (1976年)
- 『ホールド・オン』 - Hold On (1979年)

### ライブ・アルバム
- 『ライブ・イン・テキサス－デッド・アルマジロ』 - Live in Texas: Dead Armadillos (1980年)
- Welcome to the Real World - Live 1992 (1993年)
- Live: Way Back to the Bone (1998年)
- 『ライヴ・アット・ザ・ボート・クラブ 1975』 - Live At The Boat Club 1975 (2005年)

### コンピレーション
- The Final Swing (1973年)
- Way Back to the Bone (1986年)
- High Flyers: The Best of Trapeze (1996年)
- On the Highwire (2003年)

### シングル
- "Send Me No More Letters" (1969年)
- "Black Cloud" (1970年)
- "Coast to Coast" (1972年)
- "On the Sunny Side of the Street" (1975年)
- "Don't Ask Me How I Know" (1979年)
- "Running Away" (1980年)